# Grădinari, Bihor
Grădinari, mai demult Negru, (în maghiară Kisnyégerfalva), este un sat în comuna Drăgănești din județul Bihor, Crișana, România.

## Așezare
Localitatea este situată la 3 km est de Beiuș. Este străbătută la sud de Crișul Negru.

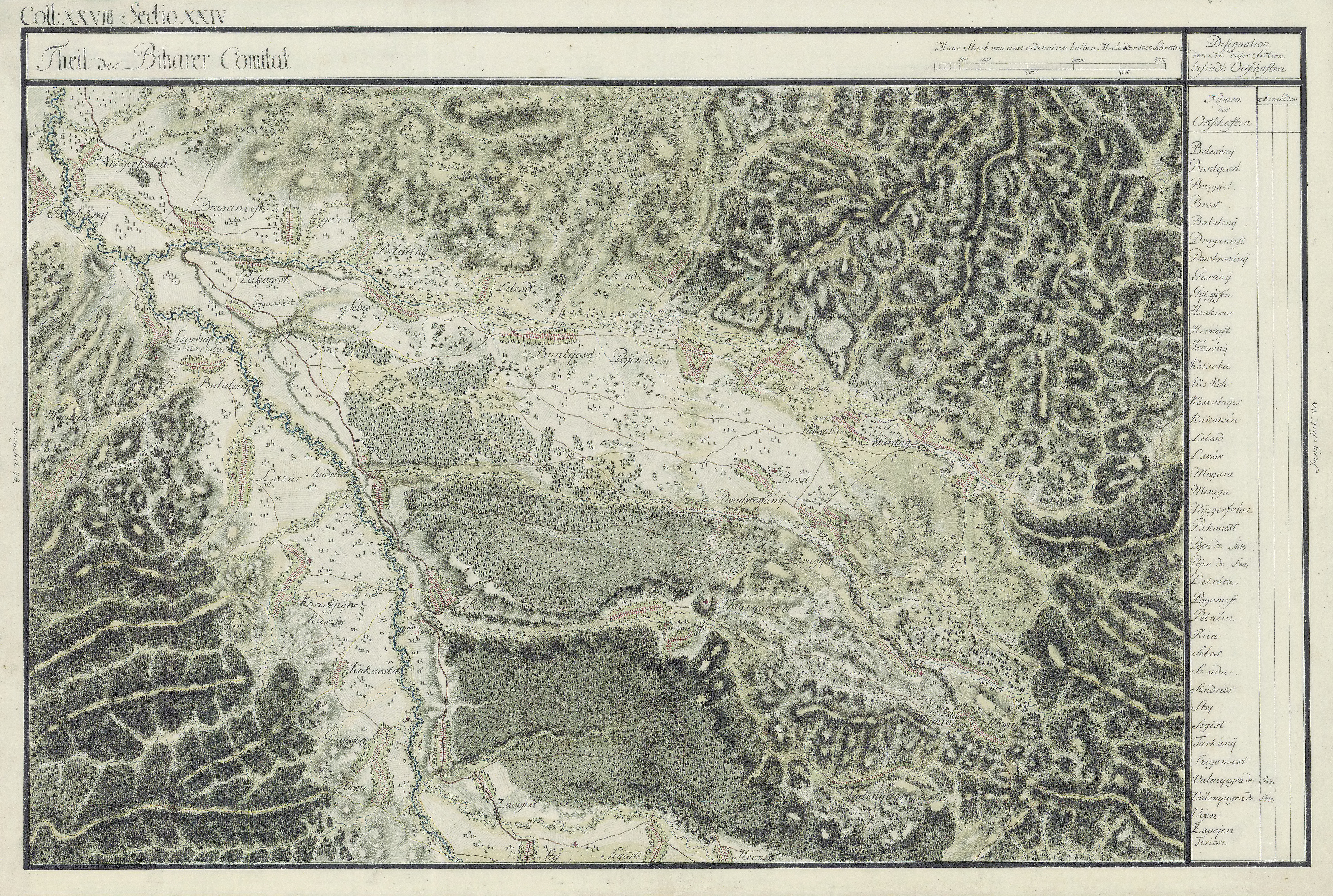
Grădinari în Harta Iosefină a Comitatului Bihor, 1782-85

## Demografie
În anul 1992 număra 478 de locuitori, dintre care 242 maghiari, 206 români și 30 țigani.
Sub aspect confesional populația era alcătuită în 1992 din 213 reformați-calvini, 175 ortodocși, 56 greco-catolici, 29 baptiști ș.a.

## Monumente
- Biserica Reformată-Calvină
- Biserică Greco-Catolică (folosită alternativ de comunitatatea ortodoxă și de cea greco-catolică)